# Joseph Batchelder
Joseph Batchelder est un skipper américain né le 24 août 1938 à Brookline (Massachusetts).

## Carrière
Joseph Batchelder obtient une médaille de bronze dans la catégorie des 5.5 Metre des Jeux olympiques d'été de 1964 à Tokyo.